# جيمس بريد (جراح)
جيمس برايد (19 يونيو 1795 - 25 مارس 1860) هو جراح وفيلسوف طبيعي و«عالم مستقل» من اسكتلندا.

يُعتبر أحد أبرز مبتكري علاج حنف القدم، وانحناء العمود الفقري، والركبة الروحاء، والساق المقوسة، والحول، فضلًا عن كونه رائدًا في مجال التنويم المغناطيسي والعلاج بالتنويم الإيحائي، وفي طليعة من تبنوا أساليب التخدير المغناطيسي والتخدير الكيميائي. يراه البعض، مثل كروجر (2008)، «أب التنويم المغناطيسي الحديث»؛ ومع ذلك، يرى فايتزنهوفر (2000) أنه يجب توخي أقصى درجات الحذر عند وضع افتراض من هذا القبيل، فعندما يتعلق الأمر بمسألة وجود روابط عديدة بين «التنويم المغناطيسي» الذي اعتمده برايد و«التنويم المغناطيسي الحديث» (كما هو ممارس في الوقت الحالي)، علاوة عن «تطابقهما»، ذكر فايتزنهوفر:
كان هذا الافتراض الأبرز في مجال التنويم المغناطيسي الحديث (أي القرن العشرين) والذي يرى أنه يقوم على نفس المبادئ الظاهراتية التي تطور التنويم المغناطيسي القديم منها تاريخيًا. يجري تقليص الكثير من الاختلافات الموجودة بين وسائل التنويم المغناطيسي القديم والحديث بطريقة تجعل تفسير الحقائق أمرًا ممكنًا. لا شك في وجود أوجه تشابه بينهما، إلا أن تطابقهما تمامًا أمر مشكوك به وأساسه غير قابل للاختبار.
فضلًا عن ذلك، فيما يتعلق بالتطبيق السريري لـ«التنويم المغناطيسي»،
على الرغم من أن برايد رأى أن فكرة التنويم المغناطيسي كانت علاجًا قيمًا في الاضطرابات العصبية الوظيفية، لم يعتبره منافسًا لأساليب العلاج الأخرى، ولم يرغب إطلاقًا بالفصل بين ممارسة التنويم المغناطيسي وممارسة الطب بشكل عام. رأى كذلك أن كل من يتحدث عن «علاج شامل» هو إما أحمق أو مخادع؛ فغالبًا ما يُصاب الأشخاص بأمراض متشابهة في ظل ظروف مرضية غير متماثلة، ويجب أن يختلف العلاج وفقًا لذلك. –جون ميلن برامويل (1910).

## نشأته
برايد هو الابن الثالث وسابع أطفال جيمس برايد وأصغرهم (1761-أربعينيات القرن التاسع عشر) وآن سوتي (مواليد عام 1761). ولد في ريلو هاوس، في أبرشية بورت موك، كينروس، اسكتلندا في 19 يونيو 1795.
في 17 نوفمبر 1813، تزوج برايد، البالغ من العمر 18 عامًا، بمارغريت ماسون (1792-1869)، البالغة من العمر 21 عامًا، ابنة روبرت ماسون (المتوفي عام 1813) وهيلين ماسون، سميث قبل الزواج. أنجب الزوجان طفلين في ليدهيلز ولاناركشاير: آن دانيال، برايد قبل الزواج (1820-1881)، وجيمس برايد (1822-1882).

## تعليمه
تدرب برايد بإشراف جراحي مدينة ليث، توماس وتشارلز أندرسون (الأب وابنه). في إطار هذا التدريب المهني، التحق برايد كذلك بجامعة إدنبرة من عام 1812 إلى 1814، حيث تأثر بتوماس براون، وهو استاذ في الطب (1778-1820)، شغل منصب رئيس قسم الفلسفة الأخلاقية في جامعة إدنبرة من 1808 إلى 1820.
في عام 1815، حصل برايد على شهادة كلية الجراحين الملكية بإدنبرة، والتي تخوله الإشارة إلى نفسه عضوًا في الكلية (وليس زميلًا). 

## جراح
في عام 1816، جرى تعيين برايد جراحًا في مناجم اللورد هوبيتون في ليدهيلز، لاناركشاير. في عام 1825، أنشأ عيادة خاصة في دومفريز، حيث «التقى بالجراح الاستثنائي، ويليام ماكسويل، وهو أستاذ في الطب (1760-1834)».
دعا أحد مرضى دومفريز، ألكسندر بيتي (1778-1864)، وهو أسكتلندي، عمل رحالًا لشركة سكار، بيتي وسوين (شركة لخياطين مانشستر)، برايد لنقل ممارسته إلى مانشستر، إنجلترا. انتقل برايد إلى مانشستر في عام 1828، حيث استمر في ممارسة الطب حتى وفاته في عام 1860.

وُصف برايد بالجراح المحترم والماهر والناجح.
«علاوة على اشتهاره في عالم الطب بفضل نظرية التنويم المغناطيسي وممارسته له، حصل كذلك على نتائج ناجحة رائعة من إجراء عمليات لحالات حنف القدم وغيرها من التشوهات، والتي جعلته محط توجه المرضى من جميع بقاع المملكة. حتى عام 1841، عندما انخرط في ممارسة التنويم المغناطيسي لأول مرة، عالج 262 حالة من حالات حنف القدم، و700 حالة من الحول، و23 حالة من انحناء العمود الفقري.»

## الانتساب للجمعية العلمية والمعهد التقني
انضم برايد إلى عضوية العديد من «الجمعيات العلمية» المرموقة والمؤسسات التقنية والتعليمية، فكان عضوًا في الكلية الملكية للجراحين في إدنبرة والجمعية الطبية والجراحية الإقليمية، وعضوًا مناظرًا في جمعية فيرينيان للتاريخ الطبيعي في إدنبرة (في 1824)، والجمعية الطبية الملكية في إدنبرة (في عام 1854)، وعضوًا في نادي مانشستر الثقافي، وأمينًا فخريًا لمتحف جمعية التاريخ الطبيعي في مانشستر.

## المسمرية
لاحظ برايد عملية المغناطيسية الحيوانية للمرة الأولى عندما حضر عرضًا عامًا قدّمه خبير المغناطيسية الفرنسي الرحال تشارلز لافونتين (1803-1892) في نادي مانشستر الثقافي يوم السبت، 13 نوفمبر 1841.

ذكر برايد في كتابه الذي يحمل عنوان علم الأعصاب (1843، الصفحات 34-35) أنه قبل لقائه مع لافونتين، كان مقتنعا تمامًا بالفعل من خلال دراسة استقصائية تتألف من أربعة أجزاء حول المغناطيسية الحيوانية نُشرت في جريدة لندن الطبية (1838) بعدم امتلاك دليل يثبت وجود أي فعالية مغناطيسية لأي من هذه الظواهر. يرد في الفقرة الأخيرة من المقالة:
خلاصة القول، هذه هي مسألتنا. كل تأثير موثوق ومُثبت فيما يتعلق بالمغناطيسية، وكل ما قيل حول حدوث أمور مدهشة، ظهر في حالات لم يُمَارس فيها أي تأثير مغناطيسي، بل في جميع تلك الحالات لعب الخيال دور في ذلك بالإضافة إلى بعض الأثر العقلي القوي؛ إذ تمحور العمل حول العقل وحده، وأُنتجت التأثيرات المغناطيسية دون التلاعب المغناطيسي، أي أنه جرى استخدام التلاعب المغناطيسي، غير المعروف، وبالتالي بدون مساعدة العقل، ولم تُحقق أي نتيجة على الإطلاق. فلماذا إذن نتخيل وسية مغناطيسية جديدة ليس بإمكانها الحدوث من تلقاء ذاتها، ولم يبدُ إلى الآن أنها تنتج ظاهرة جديدة؟
فضلًا عن الأثر القوي الذي خلفته مقالة الجريدة الطبية على برايد، تأثر كذلك بالمطبوعات الحديثة التي تتناول اكتشافات توماس واكلي حول خِدع جون إليوتسون وحيله التي كانت تحت مسمى تجارب أخوات أوكي.
كان من شأن جميع ذلك أن يجعلني أرى كل ما يتعلق بالمغناطيسية وهمًا أو خداعًا، أو نظامًا مثيرًا للخيال أو التعاطف أو التقليد. لذلك تخليت عن الموضوع نظرًا لكونه لا يستحق المزيد من الاستقصاء والدراسة، إلى أن حضرت محاضرة لافونتين، ورأيت حقيقة واحدة، عدم قدرة المريض على فتح جفونه، ما استرعى انتباهي، وشعرت بالاقتناع بأنه لا ينبغي أن تفسير تلك الحالة بأي سبب من الأسباب التي أُشير إليها، ولذلك أجريت العديد من التجارب لتحديد السبب الفعلي، وعرضت النتائج على الجمهور في غضون أيام قليلة بعد ذلك. – (برايد، علم الأعصاب (1843)، صفحة 35).
أكد برايد دائمًا على أنه حضر محاضرة لافونتين بصفته متشككًا متقبلًا للرأي الآخر، وحريصًا على فحص الأدلة المقدمة بشكل مباشر –أي عوضًا عن «الاعتماد الكلي على القراءة أو سماع الإشاعات لمعرفته بها» – ليشكل بعدها من هذا الدليل رأيًا مدروسًا لعمل لافونتين. لم تكن نيته السخرية من عمل لافونتين أو تدميره، ولا موقنًا ساذجًا ومتعصبًا يسعى لإثبات صحة معتقداته التي يؤمن بها بالفعل.
كان برايد من ضمن الرجال العاملين في المجال الطبي الذين دعاهم لافونتين إلى المنصة. فحص برايد الحالة الجسدية للأشخاص الذين نومهم لافونتين مغناطيسيًا (ولا سيما أعينهم وجفونهم) وخلص إلى أنهم، في الواقع، في حالة جسدية مختلفة تمامًا. أكد برايد دائمًا على أهمية حضور محاضر لافونتين.

## تأثيره
كان لعمل بريد تأثير قوي على عدد من الشخصيات الطبية الفرنسية المهمة، وخصوصًا إتيان أوجين أزام (1822-1899) من بوردو (تلميذ بريد الفرنسي الرئيسي)، وعالم التشريح بيير بول بروكا (1824-1880)، وعالم الفيزيولوجيا جوزيف بيير دوراند دي غروس (1826–1901)، ومعالج التنويم الإيحائي البارز والمؤسس المشارك لمدرسة نانسي أمبرواز-أوغست ليبيولت (1823-1904).
نوم بريد مغناطيسيًا الكاتب الإنجليزي السويدنبرجي جيمس جون غارث ويلكنسون، الذي راقبه وهو ينوم أشخاص آخرين عدة مرات، ثم بدأ ويلكنسون في استخدام التنويم المغناطيسي بنفسه. سرعان ما أصبح ويلكنسون مدافع شغوف عن عمل بريد، وقد اقتبس بريد من ملاحظات ويلكنسون المنشورة حول التنويم المغناطيسي بحماس عدة مرات في كتاباته اللاحقة. ومع ذلك، حافظ جون ميلن برامويل على الجزء الأكبر من إرث بريد في بريطانيا العظمى، فقد جمع برامويل جميع الأعمال المتوفرة لبريد ونشر سيرته الذاتية ووصف يشرح نظرية بريد وومارسته للتنويم المغناطيسي، بالإضافة إلى كتب عديدة خاصة به حول التنويم المغناطيسي (انظر أدناه).

## أعماله
نشر بريد العديد من النصوص والمقالات في المجلات والصحف. كما نشر العديد من الكتيبات وبعض الكتب (شكل معظمها استنتاجات من أعماله المنشورة سابقًا).
يعتبر علم التنويم العصبي، أو الأساس المنطقي للنوم العصبي (1843)، أول منشور بارز له، وهو كتاب ألفه بعد أقل من عامين من اكتشافه للتنويم المغناطيسي.
واصل بريد مراجعة نظرياته وتطبيقاته السريرية في التنويم المغناطيسي، بناءً على تجاربه وخبرته العملية. قبل ستة أسابيع من وفاته، وفي نص كتبه لدورية ذا ميديكال سيركيولار، تحدث بريد عن استخدامه التنويم المغناطيسي في عيادته يوميًا لمدة تسعة عشر عام، وفي مقال كتبه لصالح مجلة ذا كريتيك قبل أربعة أسابيع من وفاته (وهو آخر مقال منشور له)، وضح بريد أن استنتج وفقًا لتجاربه وخبرته العملية بأن جميع تأثيرات التنويم المغناطيسي ناتجة عن التأثيرات الموجودة داخل جسم المريض وليس خارجه.
في عام 1851، نشر غارث ويلكنسون توضيح لنظرية التنويم المغناطيسي الخاصة ببريد، وهو عمل وصفه بريد بعد عامين بأنه: «وصف رائع لنظام التنويم المغناطيسي».
في أبريل 2009، نشر روبرتسون نسخة إنجليزية مجددة ومترجمة من الفرنسية لعمل بريد الأخير (المفقود) الذي حمل عنوان: عن التنويم المغناطيسي، وهو عمل وجهه حينها بريد إلى الأكاديمية الفرنسية للعلوم.

## جمعية جيمس بريد
في عام 1997، اعترف بدور بريد في تطوير التنويم المغناطيسي للأغراض العلاجية، وتقديرًا لذلك أنشئت جمعية جيمس بريد، وهي مجموعة مناقشة للمشاركين أو المعنيين بالاستخدامات الأخلاقية للتنويم المغناطيسي. تجتمع الجمعية مرة واحدة شهريًا في وسط لندن، حيث يقدم عادةً عرض تقديمي عن بعض جوانب العلاج بالتنويم المغناطيسي.